# Gemengde Commissie Toepassing Subsidiariteit
De Gemengde Commissie Toepassing Subsidiariteit was in Nederland zowel een Eerste als een Tweede Kamercommissie. Deze commissie bereidde de behandeling van Europese wetgeving na de invoering van de Grondwet voor Europa voor.